# Yuma County (Arizona)
Yuma County je okres ve státě Arizona v USA. K roku 2010 zde žilo 195 751 obyvatel. Správním městem okresu je Yuma. Celková rozloha okresu činí 14 294 km². Na jihu sousedí s Mexikem.

## Sousední okresy a geografické poměry
| Růžice kompasu | Imperial County (CA)    | La Paz County         |                 | Růžice kompasu |
| Růžice kompasu | Baja California, Mexiko | Sever                 | Maricopa County | Růžice kompasu |
| Růžice kompasu | Baja California, Mexiko | Yuma County (Arizona) | Maricopa County | Růžice kompasu |
| Růžice kompasu | Baja California, Mexiko | Jih                   | Maricopa County | Růžice kompasu |
| Růžice kompasu |                         | Sonora, Mexiko        | Pima County     | Růžice kompasu |

## Přírodní poměry a hospodářství
Klima je dáno polohou v Sonorské pouštní oblasti s horkými léty, mírnými zimami, minimálními srážkami a vysokým počtem slunečných dnů. V říčních údolích však disponuje velice úrodnými půdami díky nánosům ze záplav na řekách Gila a Colorado. Po vybudování přehrad a zavlažovacích kanálů (např. Imperial Dam) záplavy ustaly a z okresu se stalo centrum zelinářské výroby v USA. 
Zemědělství je nejvýznamnějším ekonomickým odvětvím, které kromě vody ze zavlažovacích kanálů spoléhá do značné míry na pracovníky spoza hranic (v pěstební sezóně od listopadu do března překračují mexickou hranici desítky tisíc dělníků). Významný pro hospodářství je cestovní ruch, kdy se v zimních měsících počet obyvatel zvyšuje až o 90 000 lidí, kteří jedou za sluncem a teplem,  například do oblasti jezer kolem přehrady Imperial na Coloradu.
K ekonomice přispívají i dvě vojenské základny, YPG (Yuma Proving Ground) a letecká základna MCAS (Marine Corp Air Station), která využívá vysokého počtu dnů s jasným počasím a řady střelnic v okolí (např. Chocolate Mountains nebo Barry Goldwater bombing area). Sdílí dráhy s mezinárodním letištěm Yuma.
Na mexické straně hranice je pak řada průmyslových a montážních závodů, které pracují v režimu bezcelního dovozu dílů a vývozu montážních celků (v rámci severoamerického pásma volného obchodu, tzv. maquiladoras), jak v Sonoře tak v Baja California (Mexicali).